# Flygödlor
Flygödlor eller pterosaurier (vetenskapligt namn: Pterosauria, klassisk grekiska för "vingödlor") är en stor grupp (klad eller ordning) utdöda flygande härskarödlor (arkosaurier) som levde under större delen av mesozoikum och fram till K/T-utdöendet för 65,5 miljoner år sedan. 
Gruppen förekom i mycket bred ekologi och kan ses som dåtidens fåglar. Till utformning hade de traditionellt ett långt utdraget ansikte eller näbb för fångande av mat likt en fågel. Vingarna bestod av modifierade framben, där hudmembran spänts ut mellan kroppssidorna och var arms yttersta finger likt en fladdermus. Till skillnad från fladdermöss användes enbart ett finger (ett förlängt sådant) för att spänna ut vingytan, varav resterande var normalkorta och fria till annat.
Trots likheter är de ej närmare släkt med dinosaurierna.

## Utveckling och utrotning
Flygödlorna utvecklades i slutet av trias för omkring 190 miljoner år sedan, och förekom då endast i det som senare kom att bli Europa. Under Juratiden börjar de förekomma på alla kontinenter. Till en början ökade artvariationen, och de förekom i storlek från en sparv upp till en örns storlek. Vanliga arter under denna period var den svanslösa Pterodactylus och den med lång svans försedda Rhamphorhynchus, båda i storlek ungefär som en mås.
Under yngre krita minskar artdiversifieringen, samtidigt utvecklas jätteformer som Pteranodon med ett vingspann på upp till 7-8 meter och Quetzalcoatlus med ett vingspann på upp till 12-14 meter, det största flygande djuret som någonsin levat.
Flygödlorna dog ut i slutet av krita som en del av krita–tertiär-utdöendet för 65,5 miljoner år sedan, sedan antalet arter gradvis minskat.

## Beskrivning
I djurgruppen fanns arter som var lika stora som en fältsparv och arter som hade en vingspann av 12 meter. På land gick små arter antagligen på två ben och stora medlemmar på fyra ben.
Huvudet var utdraget i en näbbliknande nos. Tänderna hos de flesta arterna under trias och jura var framåtriktade och satt i tandhålor. Hos många yngre arter tillbakabildades tänderna. Pteranodon saknade helt tänder, och hos arter som Pterodaustro hade tänderna utvecklats till bardliknande konstruktioner för att sila plankton. Pterosauriernas hand hade fyra fingrar, den femte var tillbakabildad. De första tre fingrarna var korta kloförsedda. Det fjärde (ringfingret) var starkt utvecklat, längre än över- och underarmen och uppbar vingen, som till skillnad från hos fladdermöss enbart uppbars av just detta finger.
De första vetenskapligt beskrivna pterosaurierna tillhörde släktet Pterodactylus. Den italienske biologen Cosmo Alessandro Collini upptäckte i slutet av 1700-talet fragmentariska rester av fågellika fossil i ett stenbrott i Solnhofen i Bayern. Fossil ställdes ut på ett museum i Mannheim, där man antog att det rörde sig om ett forntida havslevande djur. Andra spekulerade att det kunde röra sig om en fågel, en fladdermus eller till och med någon form av okänd blodsugande varelse. Georges Cuvier var den förste som 1809 vetenskapligt studerade fynden och antog utifrån skallformen att det måste röra sig om en reptil. Han observerade djurets förbryllande förlängda fjärde finger, som möjligen kunde ha gett stöd åt en vinge. Skelettets lätthet ansåg han gav stöd för tanken att djuret kunnat flyga. Cuvier gav arten namnet Pterodacytylus ("bevingat finger").
Cuviers observationer kom att ifrågasättas att många samtida forskare. Johann Georg Wagler ansåg att Pterodactylus varit ett vattenlevande djur, och pekade på likheter med ichthyosaurier. Han tänkte sig att djuret rört sig som en svan på vattnet, och att dess långa armar tjänstgjort som simfötter. 1828 påträffade Mary Anning ett fynd av ett liknande fossil vid Lyme Regis. Först 1838 då man upptäckte att benen hade luftkanaler för att göra benen lättare kom tanken att de verkligen var flygödlor att bli den förhärskande.
Pterodaktyler var länge synonymt med flygödlor, och förekommer ibland fortfarande i populärvetenskapliga sammanhang som en informell beskrivning av hela gruppen flygödlor, men syftar numera enbart specifikt på släktet Pterodactylus.